# Llista d'alcaldes de Huelva
L'alcalde de Huelva és la màxima autoritat política de l'Ajuntament de Huelva. Des de la seva fundació el 1859 Huelva ha tingut un total de 83 alcaldes, incloent a l'actual alcaldessa, María del Pilar Miranda Plata, sent el tractament protocol·lari el d'Excel·lentíssim/a Senyor/a.
D'acord amb la "Llei orgànica 5/1985", de 19 de juny, del "Règim Electoral General" (actualment en vigor) l'alcalde és triat per la corporació municipal de regidors, que al seu torn són triats per sufragi universal pels ciutadans de Huelva amb dret a vot, mitjançant eleccions municipals celebrades cada quatre anys. En la mateixa sessió de constitució de la corporació es procedeix a l'elecció de l'alcalde, podent ser candidats tots els regidors que encapçalen les corresponents llistes. És proclamat electe el candidat que obté la majoria absoluta dels vots. Si cap d'ells obté aquesta majoria és proclamat alcalde el regidor que encapçala la llista més votada.

## Llista d'alcaldes
| Presidència                                       | Imatge | Alcalde                           | Inici del mandat       | Fi del mandat          | Partit polític | Partit polític                      |
| ------------------------------------------------- | ------ | --------------------------------- | ---------------------- | ---------------------- | -------------- | ----------------------------------- |
| 1                                                 |        | José María Pérez Barreda          | 1 de gener de 1859     | 29 de novembre de 1861 |                |                                     |
| 2                                                 |        | Miguel Fom                        | 29 de novembre de 1861 | 21 de desembre de 1862 |                |                                     |
| 3                                                 |        | Fernando de la Cueva              | 8 de gener de 1863     | 6 de gener de 1865     |                |                                     |
| 3                                                 |        | Manuel García Moreno              | 6 de gener de 1865     | 1 de gener de 1866     |                |                                     |
| 4                                                 |        | José María López Ortiz            | 1 de gener de 1866     | 21 de setembre de 1868 |                |                                     |
| Sexenni Democràtic (1868-1874)                    |        |                                   |                        |                        |                |                                     |
| 5                                                 |        | Francisco de Paula García Carrión | 21 de setembre de 1868 | 31 de desembre de 1869 |                |                                     |
| 6                                                 |        | Gregorio Jiménez                  | 1 de gener de 1870     | 29 de novembre de 1870 |                |                                     |
| 7                                                 |        | Ángel Rabadán López               | 31 de desembre de 1870 | 24 de gener de 1872    |                |                                     |
| 8                                                 |        | Juan Vides                        | 29 de gener de 1872    | 16 de juliol de 1872   |                |                                     |
| 9                                                 |        | Jose Coto Cobián                  | 17 de juliol de 1872   | 24 de setembre de 1873 |                | Partit Republicà Democràtic Federal |
| 10                                                |        | Antonio García Suárez             | 24 de setembre de 1873 | 30 d'abril de 1874     |                |                                     |
| 11                                                |        | Francisco López Gavidia           | 30 d'abril de 1874     | 28 de maig de 1874     |                |                                     |
| 12                                                |        | Rafael de la Corte Bravo          | 28 de maig de 1874     | 31 de desembre de 1883 |                |                                     |
| 13                                                |        | Antonio García Ramos              | 6 de gener de 1883     | 22 d'abril de 1885     |                |                                     |
| 14                                                |        | Miguel Vega Heredia               | 22 d'abril de 1885     | 19 de juny de 1885     |                |                                     |
| 15                                                |        | Antonio García Ramos              | 19 de juny de 1885     | 1 de juliol de 1885    |                |                                     |
| 16                                                |        | Francisco Pérez Márquez           | 1 de juliol de 1885    | 22 de desembre de 1885 |                |                                     |
| 17                                                |        | Antonio García Ramos              | 22 de desembre de 1885 | 30 de novembre de 1887 |                |                                     |
| 18                                                |        | José García Corte                 | 30 de novembre de 1887 | 1 de gener de 1890     |                |                                     |
| 19                                                |        | Gumersindo Bernal Barragan        | 1 de gener de 1890     | 3 de setembre de 1890  |                |                                     |
| 20                                                |        | José María López Ortiz            | 23 de setembre de 1890 | 25 de març de 1891     |                |                                     |
| 21                                                |        | Juan Cornejo Falcon               | 20 d'abril de 1891     | 1 de juliol de 1891    |                |                                     |
| 22                                                |        | Rafael López Hernández            | 1 de juliol de 1891    | 31 de gener de 1893    |                |                                     |
| 23                                                |        | Antonio García Ramos              | 31 de gener de 1893    | 1 de gener de 1894     |                |                                     |
| 24                                                |        | José García López                 | 1 de gener de 1894     | 18 de maig de 1895     |                |                                     |
| 25                                                |        | Rafael López Hernández            | 18 d'abril de 1895     | 4 de novembre de 1896  |                |                                     |
| 26                                                |        | Francisco García Ortiz            | 18 de novembre de 1896 | 12 de novembre de 1897 |                |                                     |
| 27                                                |        | Francisco García Moreno           | 12 de novembre de 1897 | 1 de juliol de 1899    |                |                                     |
| 28                                                |        | Manuel Martín Vázquez             | 1 de juliol de 1899    | 24 d'abril de 1901     |                |                                     |
| 29                                                |        | Manuel Vázquez Pérez              | 24 d'abril de 1901     | 1 de gener de 1902     |                |                                     |
| 30                                                |        | José Coto Mora                    | 1 de gener de 1902     | 20 de gener de 1903    |                | Dreta Liberal Republicana           |
| 31                                                |        | Enrique Cortes Cicero             | 20 de gener de 1903    | 25 de gener de 1905    |                |                                     |
| 32                                                |        | Alfonso Lebourg Horment           | 25 de gener de 1905    | 9 d'octubre de 1905    |                |                                     |
| 33                                                |        | José Coto Mora                    | 13 d'octubre de 1905   | 1 de gener de 1906     |                | Dreta Liberal Republicana           |
| 34                                                |        | Manuel de Mora Romero             | 1 de gener de 1906     | 27 de juliol de 1906   |                |                                     |
| 35                                                |        | José Ruifernández Toro            | 27 de juliol de 1906   | 15 de març de 1907     |                |                                     |
| 36                                                |        | José María Amo Caballero          | 15 de març de 1907     | 19 de maig de 1909     |                |                                     |
| 37                                                |        | José García García                | 19 de maig de 1909     | 1 de juliol de 1909    |                |                                     |
| 38                                                |        | Alfonso Lebourg Horment           | 1 de juliol de 1909    | 15 de novembre de 1909 |                |                                     |
| 39                                                |        | Francisco García Morales          | 15 de novembre de 1909 | 23 de març de 1910     |                |                                     |
| 40                                                |        | Juan José Mora Doblado            | 24 d'octubre de 1910   | 13 de desembre de 1911 |                |                                     |
| 41                                                |        | Francisco García Ortiz            | 13 de desembre de 1911 | 22 de setembre de 1913 |                |                                     |
| 42                                                |        | Juan Moreno García                | 22 de setembre de 1913 | 1 de gener de 1914     |                |                                     |
| 43                                                |        | Manuel de Mora Romero             | 1 de gener de 1914     | 19 de juny de 1914     |                |                                     |
| 44                                                |        | José Ruifernández Toro            | 26 de juny de 1914     | 24 de desembre de 1914 |                |                                     |
| 45                                                |        | Emilio Sánchez Hernández          | 24 de desembre de 1915 | 1 de gener de 1916     |                |                                     |
| 46                                                |        | José Muñoz Pérez                  | 1 de gener de 1916     | 24 de juny de 1916     |                |                                     |
| 47                                                |        | Nicolás Vázquez de la Corte       | 24 de juny             | 27 de juny de 1917     |                |                                     |
| 48                                                |        | Antonio Vázquez Pérez             | 27 de juny de 1917     | 6 de desembre de 1917  |                |                                     |
| 49                                                |        | Juan Moreno García                | 6 de desembre de 1917  | 1 de gener de 1918     |                |                                     |
| 50                                                |        | Félix Vázquez de Zafra            | 1 de gener de 1918     | 4 d'abril de 1919      |                |                                     |
| 51                                                |        | Antonio Morano Montiel            | 4 d'abril de 1919      | 1 d'abril de 1920      |                |                                     |
| 52                                                |        | Antonio de Mora Claros            | 1 d'abril de 1920      | 20 de novembre de 1922 |                | Partit Liberal Conservador          |
| 53                                                |        | Juan Moreno García                | 1 de juny de 1923      | 1 d'octubre de 1923    |                |                                     |
| Dictadura de Primo de Rivera (1923-1930)          |        |                                   |                        |                        |                |                                     |
| 54                                                |        | Juan Gutiérrez Garrido            | 1 d'octubre de 1923    | 27 de febrer de 1924   |                |                                     |
| 55                                                |        | Juan Villegas                     | 29 de febrer de 1924   | 26 de maig de 1924     |                |                                     |
| 56                                                |        | Juan Quintero Báez                | 26 de maig de 1924     | 9 de gener de 1928     |                |                                     |
| 57                                                |        | Luis Losada y Ortiz de Zarate     | 9 de gener de 1928     | 27 d'agost de 1928     |                |                                     |
| 58                                                |        | Guillermo Duclos López            | 27 d'agost de 1928     | 20 de febrer de 1930   |                |                                     |
| 59                                                |        | José Vizcaya Muñoz                | 20 de febrer de 1930   | 10 d'abril de 1930     |                |                                     |
| 60                                                |        | Juan Quintero Báez                | 10 d'abril de 1930     | 16 d'abril de 1931     |                |                                     |
| II República espanyola (1931-1936)                |        |                                   |                        |                        |                |                                     |
| 61                                                |        | Amós Sabrás Gurrea                | 16 d'abril de 1931     | 20 de juny de 1931     |                | Partit Socialista Obrer Espanyol    |
| 62                                                |        | José Barrigón Fornieles           | 20 de juny de 1931     | 30 de gener de 1936    |                | Partit Republicà Radical            |
| 63                                                |        | Carlos Oliveira Chardenal         | 30 de gener de 1936    | 18 de febrer de 1936   |                | Partit Republicà Radical            |
| 64                                                |        | Luis Cordero Bel                  | 18 de febrer de 1936   | 22 de febrer de 1936   |                | Partit Republicà Democràtic Federal |
| 65                                                |        | Salvador Moreno Márquez           | 22 de febrer de 1936   | 27 de juliol de 1936   |                |                                     |
| Franquisme (1936-1979)                            |        |                                   |                        |                        |                |                                     |
| 66                                                |        | José Calatrigo Morales            | 27 de juliol de 1936   | 3 d'agost de 1936      |                |                                     |
| 67                                                |        | Apolinar Arenillas Bueno          | 1 d'agost de 1936      | 19 de juny de 1937     |                |                                     |
| 68                                                |        | José Domínguez Díaz de la Cuesta  | 19 de juny de 1937     | 25 d'abril de 1938     |                |                                     |
| 69                                                |        | Joaquín González Barba            | 25 d'abril de 1938     | 18 de juliol de 1942   |                |                                     |
| 70                                                |        | Ramiro Rueda de Andrés            | 18 de juliol de 1942   | 11 de maig de 1945     |                |                                     |
| 71                                                |        | Juan Rebollo Jiménez              | 11 de maig de 1945     | 5 de febrer de 1949    |                |                                     |
| 72                                                |        | Pedro Pérez de Guzmán Urzaiz      | 5 de febrer de 1949    | 21 d'agost de 1951     |                |                                     |
| 73                                                |        | Rafael Lozano Cuerda              | 21 d'agost de 1951     | 7 de febrer de 1955    |                |                                     |
| 74                                                |        | Antonio Segovia Moreno            | 7 de febrer de 1955    | 7 d'octubre de 1960    |                |                                     |
| 75                                                |        | Manuel López Rebollo              | 7 d'octubre de 1960    | 5 de febrer de 1967    |                |                                     |
| 76                                                |        | Federico Molina Orta              | 5 de febrer de 1967    | 29 de desembre de 1970 |                |                                     |
| 77                                                |        | Diego Sayago Ramírez              | 29 de desembre de 1970 | 21 de setembre de 1974 |                |                                     |
| 78                                                |        | Carmelo Romero Núñez              | 21 de setembre de 1974 | 20 d'abril de 1979     |                |                                     |
| Règim constitucional democràtic (1979-Actualitat) |        |                                   |                        |                        |                |                                     |
| 79                                                |        | José Antonio Marín Rite           | 20 d'abril de 1979     | 5 d'octubre de 1988    |                | Partit Socialista Obrer Espanyol    |
| 80                                                |        | Juan Ceada Infantes               | 5 d'octubre de 1988    | 17 de juny de 1995     |                | Partit Socialista Obrer Espanyol    |
| 81                                                |        | Pedro Rodríguez González          | 17 de juny de 1995     | 13 de maig de 2015     |                | Partit Popular                      |
| 82                                                |        | Gabriel Cruz Santana              | 13 de maig de 2015     | 17 de juny de 2023     |                | Partit Socialista Obrer Espanyol    |
| 83                                                |        | María del Pilar Miranda Plata     | 17 de juny de 2023     | Actualitat             |                | Partit Popular                      |